# Худење
Худење (словен. Hudenje) је насељено место у општини Шкоцјан, регија Југоисточна Словенија, Словенија.

## Историја
До територијалне реорганизације у Словенији било је у саставу старе општине Ново Место.

## Становништво
У попису становништва из 2011. године, Худење је имало 47 становника.
| Број становника према пописима | Број становника према пописима | Број становника према пописима |
| ------------------------------ | ------------------------------ | ------------------------------ |
| 1991                           | 2002                           | 2011                           |
| 45                             | 58                             | 47                             |

Напомена: Године 2010. извршена је мања размена територија између насеља Добрушка Вас и Худење.